# Ленддрост
Ленддрост - це назва судового пристава, різних посадових осіб з місцевої юрисдикції в Нідерландах і низкою колишніх територій в Голландській імперії. Цей термін є нідерландського походження, складається із двох слів:  land, що означає "регіон" і Дрост, (від Середньонідерландської "drossāte" який спочатку ставилася до головного  лорда (який пізніше став середньовічним "сенешаль" або "стюард"), що еквівалентно:
- з англійської наглядач або стюард
- з нижньонімецької мови Drost(e), з а північнонімецької (пов’язане з німецькимTruchsess); or
- з німецької мейєр (походить з Latin majordomus).

## Феодальна епоха
Спочатку, Дрост в Нижніх країнах - був назвою прид використанні для подібних офісів - це був, по суті, стюарда або сенешаля під місцевим лордом, який здійснює різні функції залежно від нескінченно різноманітного місцевого звичаєвого права, наприклад, збір податків, поліції, прокуратури, а також проведення пропозицій.
У багатьох Вестфальських округах і Нижній Саксонії станів Священної Римської імперії термін судовий пристав або Дрост [е] описав головний виконавчий чиновник військового, юрисдикційного і / або поліцію сфери, представляючи свій пан-першорядної території, тому часто з'являючись з афіксом «land». Серед багатьох територій з використанням терміна є князь-архієпископство Бремен, принц-єпископство Хільдесхайм, графство Марк, і герцогство Мекленбург. 

## Південна Африка
Офіс був також введений в голландській колонії, встановленої на мисі Доброї Надії.
Однак він прийшов тільки в більш губернаторському значенням, в деяких політичних бурів, які відокремилися незабаром після того, як англійці захопили колонії, зокрема:
- Грааф-Рейнет мав тільки один «національний» Ленддрост, 6 лютого 1795 - 22 серпня 1796: Фрідріх Карл Девід Gerotz (1739-1828)
- Республіка Утречт мала три послідовних Ленддрости:
- 1852 - 1855: Андреас Теодор Спис (1800-1889), який був уже в офісі до селища і оголосив себе республікою
- 1855 - лютий 1856: Дж.С. Стаєн
- Лютий 1856 - 8 травня 1858: Андреас Теодор Спис (вдруге)

Подібна губернаторська роль в політиці інших бурів грали посадові особи в стиль Kaptyn («капітан», в первісному сенсі Голови).
У Капській колонії, нова постанова в 1827 році скасувала старий голландський «судовий пристав» і «геемраден» суди, замість того, підставляючи магістрати резидентних британського типу, які будуть діяти тільки на англійській мові. «Ланддрост» тепер використовується як термін африкаанс для магістрату.

## Нідерланди під час правління Наполеона
- Провінція Дренте, після того, як Адміністратори (16 лютого 1795 - 8 травня 1807), було два Ленддорти:
- 8 травня 1807 - 1 січня 1810 Петрус Хофстед
- 1 січня 1810 - 1811 Ян Адріаан, барон ван зулен ван Нієвелт. Він був наступним губернатором
- Фрисландия (Dutch Frisia), після кількох адміністраторів, був один судовий пристав 8 травня 1807 - лютий 1811 Регнерус Лівій ван Андрінга де Kempenaer, поруч префекта (1811 - 13 січень 1813 січня: Gijsbert Verstolk ван Soelen), а потім Commissarissen-Generaal
- Лімбург, після адміністраторів (16 лютого 1795 - 8 травня 1807), був Landdrosts:
- 8 травня 1807 - 14 листопада 1807:  Герріт Віллем Джозеф, барон ванЛамсверде
- 14 листопада 1807 - 1 січня 1811 Йохан Аренд де Вос ван Стінвіїк
- 1810 - лютий 1811 Verstolk ван Soelen; Наступний префект (лютий 1811 -. 1 грудень 1813 Регнерус Лівія ван Андрінг де Кемпенаер (б 1752 - d 1813), згодом губернатори.
- Гронінгена провінції, після Адміністраторів (16 лютого 1795 - 8 травня 1807), був один судовий пристав 8 травня 1807 - 1 січня 1811 Хендрік Людольф Уічерс (б 1747 - d 1840 ..), Наступні два префектів Емс-Occidental, потім губернаторам
- Північний Брабант ( 'Північний Брабант'), після того, як адміністратори (16 лютого 1795 - 8 травня 1807) був один судовий пристав 8 травня 1807 - 1810 (.. Б 1760 - d 1848) Пол Емануель Ентоні де ла суду, поруч з префектом відділ Буш-дю-Рін (9 липня 1810 - 1814 Ніколас, барон Фремін де Бомон), потім губернатори
- Голландія (тільки 1840 ділиться на нинішніх двох провінціях Північна - і Південна Голландія) як така ніколи не мала судовий пристав; Однак, в той час як департаменти Amstel, DELF і Тексель були тільки в уповноважених, ці тимчасових фракції зробили:
- Amstelland, утворений в 1807 році з Амстердама і північній частині Département Голландії, поки він був на 9 липня 1810 об'єднався з Утрехтом на французький Département Zuyderzee, був один судовий пристав, 1807 - 9 липня 1810 .. Ян ван Штюрум (б 1757 - d тисячі вісімсот двадцять дев'ять )
- Maasland, в 1807 р Département формується з Гааги і південній частині département Голландії, був єдиний судовий пристав, травень 1807 - листопад 1807: Джакоб Абрахам де Mist, то префекти (триває, коли на 9 Липень 1810 перейменований Département французького Устя Мёзи) до тих пір, поки не був в 1814 році скасував
- Оверейссел, після Адміністраторів (16 лютого 1795 - 1 січня 1810) був один судовий пристав 1 січня 1810 - 1811 Петрус Хофстед (.. Б 1755 - d 1839), потім два префекти Устя Ейссел (1811-1814 )
- Утрехт провінція, після Адміністраторів (16 лютого 1795 - 1806) був один судовий пристав, 1806 - 1811 (.. Б 1765 - d 1854) Ян Хендрік ван Лінден, тоді губернатори
- Zeeland, після Адміністраторів (17 лютого 1795 - 8 травня 1807) було два Landdrosts: 
  - 8 травня 1807 - 1809 Абрахама ван Дорн (. Б 1760 - 1814 г.) 
  - 8 вересня 1809 - 16 березень 1810 Франсуа Ермерінс (б 1753 - 1840 д ..); Наступні два префекти Устя Еско (9 липня 1810 - 1814), потім губернатори
- У той же час голландський Лімбург (який був один Drossard як головний суддя, 1754 - 1794: Філіп Джозеф Діудонн, Graaf Van Woestenraedt) була просто приєднана до Франції як одна з «бельгійських» провінцій, Département Мез-Інферьуор «Нижній Маас (= Маас).

## Ганновер у дев'ятнадцятому столітті
У 1823 Королівство Ганновер, а потім в особистому союзі з Великою Британією, взяли термін для його адміністративних підрозділів, які називаються Landdrostei, Кожен очолюється судовий пристав, з тими умовами, переведених на англійську мову високого-бейлівік і високий пристав. З 1 квітня 1885 року умови були замінені в Ганновері по термінам Regierungsbezirk (губернські) і Regierungspräsident (GuBeRnAtoR).